# Осеевский сельский округ
Осеевский сельский округ — упразднённая административно-территориальная единица, существовавшая на территории Щёлковского района Московской области в 1994—2006 годах.
Осеевский сельсовет был образован в первые годы советской власти. По данным 1919 года он входил в состав Щёлковской волости Богородского уезда Московской губернии.
9 декабря 1921 года Щёлковская волость была передана в Московский уезд.
В 1926 году Осеевский с/с включал Арестов погост, разъезд Монино, деревни Назарово, Орловка и Ситьково, посёлок Осеево, а также лесную сторожку.
В 1929 году Осеевский с/с был отнесён к Щёлковскому району Московского округа Московской области. При этом к нему был присоединён Орловский с/с.
6 июня 1941 года к Осеевскому с/с было присоединено селение Митянино упразднённого Городищенского с/с.
14 июня 1954 года к Осеевскому с/с был присоединён Корпусовский сельсовет.
3 июня 1959 года Щёлковский район был упразднён и Осеевский с/с отошёл к Балашихинскому району.
28 июля 1960 года Осеевский с/с вернулся в восстановленный Щёлковский район.
1 февраля 1963 года Щёлковский район был упразднён и Осеевский с/с вошёл в Мытищинский сельский район. 11 января 1965 года Осеевский с/с был возвращён в восстановленный Щёлковский район.
3 февраля 1994 года Осеевский с/с был преобразован в Осеевский сельский округ.
18 мая 2002 года из Осеевского с/с в черту города Лосино-Петровский была передана деревня Ситьково.
В ходе муниципальной реформы 2004—2005 годов Осеевский сельский округ прекратил своё существование как муниципальная единица. При этом его населённые пункты были переданы частью в городское поселение Свердловский, а частью в городское поселение Монино.
29 ноября 2006 года Осеевский сельский округ исключён из учётных данных административно-территориальных и территориальных единиц Московской области.